# Андерс, Эллисон
Эллисон Андерс (род. 16 ноября 1954) — американский режиссёр, сценарист кино и телевидения.

## Биография
Будучи ребёнком Андерс пережила много проблем и неприятностей, которые впоследствии, значительно повлияли на её творчество. В четыре года семью бросил отец оставив мать и четырёх её сестёр одних. В двенадцать лет, Эллисон была жестоко изнасилована. Впоследствии в 2001 году она сняла фильм «По ту сторону солнца», часть съёмок фильма проходила в доме, где это случилось. Фильм был номинирован на премию «Эмми». В возрасте 15 лет, они с семьёй переехали в Лос-Анджелес, Андерс страдала психическим расстройством и её поместили в клинику по возвращении из которой была помещена в детский дом из которого сбежала и путешествовала автостопом по всей стране.
В 17 Андерс бросила среднюю школу в Лос-Анджелесе и переехала в Кентукки с человеком, который был отцом её первого ребёнка.
В 18 лет Эллисон переехала в Великобританию, а вернулась оттуда матерью-одиночкой. Она обосновалась в Калифорнии, стала работать официанткой и поступила в Калифорнийский университет UCLA, в школу театра, кино и телевидения в Лос-Анджелесе, где выиграла стипендию в 20 тысяч долларов за сценарий «Потерянного шоссе». Будучи студенткой, она увлеклась работами Вима Вендерса и после многочисленных писем и просьб её взяли помощником режиссёра на фильм «Париж, Техас». Один из первых её фильмов «Бензин, еда, жильё» был удостоен нескольких номинаций и наглядно продемонстрировал наличие у Эллисон собственного взгляда на кинематограф и отображение реальности.

## Фильмография
| Год       |    | Русское название             | Оригинальное название    | Роль                          |
| --------- | -- | ---------------------------- | ------------------------ | ----------------------------- |
| 1987      | ф  | Париж, Техас                 | Paris, Texas             | ассистент                     |
| 1987      | ф  | Приграничное радио           | Border Radio             | режиссёр, сценарист           |
| 1992      | ф  | Бензин, еда, жильё           | Gas, Food Lodging        | режиссёр, сценарист           |
| 1993      | ф  | Моя безумная жизнь           | Mi Vida Loca             | режиссёр, сценарист           |
| 1995      | ф  | Четыре комнаты               | Four Rooms               | режиссёр, сценарист           |
| 1996      | ф  | Утеха сердца моего           | Grace of My Heart        | режиссёр, сценарист           |
| 1998—2004 | с  | Секс в большом городе        | Sex and the City         | режиссёр (4 серии)            |
| 1999      | ф  | Шугар Таун                   | Sugar Town               | режиссёр, сценарист           |
| 2000—2001 | с  | Гросс-Пойнт                  | Grosse Pointe            | режиссёр (2 серии)            |
| 2001      | ф  | По ту сторону солнца         | Things Behind the Sun    | режиссёр, сценарист           |
| 2002      | ф  | В эхо                        | In the Echo              | режиссёр, сценарист, продюсер |
| 2004      | с  | Детектив Раш                 | Cold Case                | режиссёр (1 серия)            |
| 2006      | с  | Секс в другом городе         | The L Word               | режиссёр (1 серия)            |
| 2006—2007 | с  | Что насчёт Брайана           | What About Brian         | режиссёр (2 серии)            |
| 2006      | с  | Люди в деревьях              | Men in Trees             | режиссёр (1 серия)            |
| 2010      | ф  | Американский грайндхаус      | American Grindhouse      | актёр (камео)                 |
| 2011—2012 | с  | Саутленд                     | Southland                | режиссёр (2 серии)            |
| 2011      | тф | A Crush on You               | A Crush on You           | режиссёр                      |
| 2011      | ф  | Ложь                         | The Lie                  | актёр                         |
| 2012      | ф  | Strutter                     | Strutter                 | режиссёр, сценарист, продюсер |
| 2013      | с  | Менталист                    | The Red Barn             | режиссёр (1 серия)            |
| 2013      | тф | Кольцо огня                  | Ring of Fire             | режиссёр                      |
| 2014      | с  | Оранжевый — хит сезона       | Orange Is the New Black  | режиссёр (1 серия)            |
| 2014      | с  | Преступные связи             | Gang Related             | режиссёр (1 серия)            |
| 2014      | с  | Разделение                   | The Divide               | режиссёр (1 серия)            |
| 2014—2016 | с  | Убийство первой степени      | Murder in the First      | режиссёр (6 серий)            |
| 2015      | с  | Поворот: Шпионы Вашингтона   | Turn: Washington’s Spies | режиссёр                      |
| 2015      | с  | Доказательство               | Proof                    | режиссёр (1 серия)            |
| 2017      | тф | На пляже                     | Beaches                  | режиссёр                      |
| 2017      | с  | Путешествие в машине времени | Time After Time          | режиссёр (1 серия)            |
| 2017      | с  | Ривердейл                    | Riverdale                | режиссёр (2 серии)            |
| 2017      | с  | Грейвс                       | Graves                   | режиссёр (1 серия)            |
| 2018      | с  | Сожалею о вашей утрате       | Sorry for Your Loss      | режиссёр (1 серия)            |
| 2019      | с  | Любовники                    | The Affair               | режиссёр (1 серия)            |
| 2019      | с  | Майянцы                      | Mayans M.C.              | режиссёр (1 серия)            |

## Награды и номинации
- Берлинский международный кинофестиваль (нем. Internationale Filmfestspiele Berlin, Берлинале), 1992 год

Номинации: Золотой Медведь («Бензин, еда, жильё»)
- «Санденс» — международный кинофестиваль независимого кино, 1992 год

Номинации: Гран-при в категории «Драматический фильм» («Бензин, еда, жильё»)